# Skye Stracke
Skye Stracke (Perth, 4 dicembre ...) è una modella australiana.

## Carriera
Nata a Perth (in Australia) Skye Stracke viene scoperta dopo aver vinto una competizione per modelle con la agenzia Australiana Vivien's nel 2005. A Rosemount sfila nella Settimana della moda Australiana dove viene notata dalla DNA Model Management con cui firma un contratto. Nel gennaio del 2008 si trasferisce a New York dove vive tuttora. Ha lavorato per Chanel, Christian Lacroix, Nina Ricci, Missoni, Giorgio Armani, Moschino, e Versace. È stata protagonista della campagna pubblicitaria di Jill Stuart e la fragranza Scarlett by Cacharel.

## Agenzie
- Women Direct - New York